# Pyrros Dimas
Pyrros Dimas, řecky Πύρρος Δήμας (* 13. října 1971, Himara) je řecký vzpěrač narozený v Albánii. Do Řecka emigroval roku 1991. Následně zaznamenal unikátní šňůru, když získal medaili na čtyřech po sobě jdoucích olympiádách, třikrát to byla zlatá (Barcelona 1992, Atlanta 1996, Sydney 2000), jednou bronzová (Athény 2004). Tři zlata má i ze světových šampionátů (1993, 1995, 1998). Zaznamenal jedenáct světových rekordů. Jeho sestra Odyssea Dimasová se věnovala rovněž vzpírání.